# Macrodontia dejeanii
Macrodontia dejeanii là một loài bọ cánh cứng trong họ Cerambycidae.